# Weidenberg (Adelsgeschlecht)

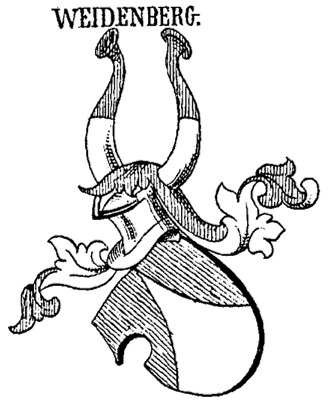
Wappen derer von Weidenberg bei Johann Siebmacher

Die Familie von Weidenberg war ein ritteradeliges fränkisches Geschlecht aus Weidenberg.

## Geschichte
Die Familie ist in Weidenberg von 1223 bis 1414 bzw. 1425 nachweisbar. Es gibt Hinweise auf Familienmitglieder als Brandenburg-Kulmbacher Amtleute. Die Herrschaft Weidenberg, später organisiert im Ritterkanton Gebürg, ging nach dem Aussterben der Weidenberger an die Familie von Künsberg über und zerfiel in zwei Herrschaftsbereiche mit einem oberen und einem unteren Schloss. Besitzer des Oberen Schlosses waren später die von Lindenfels, bis schließlich beide Besitzungen im Fürstentum Bayreuth aufgingen.

## Wappen
Blasonierung: In Rot eine silberne Spitze. Auf dem Helm zwei von Rot und Silber geteilte Büffelhörner. Die Helmdecken sind rot-silbern.
Aufgrund der Wappenähnlichkeit und der Tatsache, dass die Weidenberger Güter nach Aussterben an die von Künsberg fielen, wird eines Stammesverwandtschaft der beiden Geschlechter vermutet. Auch die fränkischen von Blassenberg führten ein ähnliches Wappen.